# Giuseppe Parlato (poliziotto)
Giuseppe Parlato (Partanna, 1º novembre 1917 – Roma, 17 settembre 2003) è stato un militare, dirigente pubblico e prefetto italiano, capo della polizia dal 1976 al 1979.

## Biografia
Nato nel 1917 a Partanna, comune della provincia di Trapani, entra a ventitré anni nel Corpo delle guardie di pubblica sicurezza operando sull'Aspromonte. Dopo l'8 settembre 1943 fu l'unico commissario di P.S. a restare in servizio a Reggio Calabria, e fu chiamato a reggere la questura.
Nel dopoguerra fu questore di Livorno, Trieste, Milano e dal luglio 1969 di Roma. È il funzionario che dichiara in diretta nazionale TV che vi sono pesanti indizi di colpevolezza nei confronti di Pietro Valpreda, prima accusato per la strage di Piazza Fontana del 12 dicembre 1969 e poi invece completamente scagionato. Nel 1973 è stato vice capo vicario della polizia
Successivamente Giuseppe Parlato è nominato prefetto.
Il 20 novembre 1976, durante il terzo governo Andreotti, ministro dell'interno Francesco Cossiga, diviene capo della polizia, succedendo a Giorgio Menichini. Fu il primo poliziotto chiamato a fare il Capo della Polizia.
Durante il suo mandato si trova ad affrontare un difficile periodo per l'ordine pubblico: frequenti episodi di guerriglia urbana e le azioni delle Brigate Rosse culminate nel rapimento e l'uccisione di Aldo Moro e della sua scorta.
Le polemiche seguite alla fuga di Giovanni Ventura, imputato insieme con Franco Freda per la strage di piazza Fontana, dal soggiorno obbligato a Catanzaro, città dove si stava celebrando in Corte d'assise il processo per i fatti di Milano, dopo l'analogo episodio che aveva visto protagonista lo stesso Freda nell'ottobre precedente, spingono il ministro dell'interno dell'epoca, Virginio Rognoni, a sollevarlo dall'incarico il 18 gennaio 1979, e a sostituirlo con Giovanni Rinaldo Coronas.
Nominato consigliere di Stato, muore a Roma il 17 settembre 2003. I funerali si svolgono due giorni dopo nella chiesa di San Roberto Bellarmino nel quartiere Parioli.